# Backlash
Backlash (Brasil: Punido pelo próprio sangue ) é um filme norte-americano, do gênero western dirigido por John Sturges em 1956.

## Sinopse
Pistoleiro em busca do próprio passado, junta-se a mulher, na busca de pistas, de quem abandonou grupo de pessoas, massacrados por índios, em um posto de mudas de diligências.

## Elenco
- Richard Widmark ...Jim Slater
- Donna Reed ...Karyl Orton
- William Campbell ...Johnny Cool
- John McIntire ...Jim Bonniwell
- Barton MacLane ...Sgt. George Lake
- Harry Morgan ...Tony Welker
- Robert J. Wilke ...Jeff Welker
- Jack Lambert ...Mike Benton
- Roy Roberts ...Maj. Carson
- Edward Platt ...Sheriff J.C. Marson (como Edward C. Platt)
- Robert Foulk ... Sheriff John F. Olson
- Phil Chambers ...Deputy Sheriff Dobbs
- Gregg Barton ...Sleepy
- Fred Graham ...Ned McCloud
- Frank Chase ...Cassidy, Shotgun Rider